# Batalla de la Isla de Navidad
La batalla de la Isla de Navidad, o operación X, fue una escaramuza luchada entre el 31 de marzo y el 1 de abril de 1942, durante la Segunda Guerra Mundial. Debido a un motín de soldados indios contra sus oficiales británicos, las tropas japonesas pudieron ocupar la Isla de Navidad sin ninguna resistencia. Sin embargo, el submarino estadounidense Seawolf causó graves daños al crucero ligero japonés Naka.

## Antecedentes

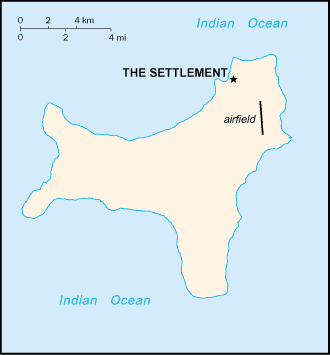
Mapa con Flying Fish Cove y el aeródromo señalizados.

En 1942, la Isla de Navidad era una posesión británica bajo control administrativo de las Colonias del Estrecho, situado a 298 km. al sur de Java. Era importante por dos razones: era un poste de control perfecto para el Océano Índico occidental y era una fuente importante de fosfatos, ciertamente necesarios por la industria japonesa. Después de la ocupación de Java, el Cuartel General Imperial japonés emitió órdenes para la "Operación X" (la invasión y ocupación de la Isla de Navidad) el 14 de marzo de 1942.
El contralmirante Shōji Nishimura fue asignado para comandar la Fuerza de Ocupación de la Segunda Flota Expedicionaria del Sur, con el crucero ligero japonés Naka como su buque insignia. La flota también constaba de los cruceros ligeros Nagara y Natori, y los destructores Minegumo, Natsugumo, Amatsukaze, Hatsukaze, Satsuki, Minazuki, Fumizuki y Nagatsuki, el buque de aprovisionamiento Akebono Maru y los transportes Kimishima Maru y Kumagawa Maru, con 850 hombres de las 21.º y 24.º Fuerzas Especiales y la Unidad de Construcción 102.
En contra de esta fuerza de invasión, un cañón de 150 mm, construido en 1900, era la única artillería montada en la isla de Navidad en 1940. La guarnición británica -un destacamento de la Artillería Real de Hong Kong y Singapur- estaba compuesta por 32 soldados. Los dirigía un oficial británico, el capitán Leonard W.T. Williams. La fuerza de Williams consistía en un oficial indio, Subadar Muzaffar Khan, 27 artilleros y suboficiales indios punjabíes, además de cuatro suboficiales británicos.
La isla comenzó a ser atacada el 1 de marzo por nueve bombarderos japoneses. Dos días más tarde, un grupo de tropas punjabíes, creyendo a partir de la propaganda japonesa la liberación de la India del dominio británico, se amotinaron, probablemente actuando con el apoyo tácito de algunos o todos los oficiales de la policía sij de la isla. El 11 de marzo, dispararon y mataron a Williams y a los cuatro suboficiales británicos y arrojaron sus cuerpos al mar. Luego encerraron al oficial de distrito y a los pocos habitantes europeos de la isla en espera de una ejecución que aparentemente fue frustrada por la ocupación japonesa.

## Desarrollo

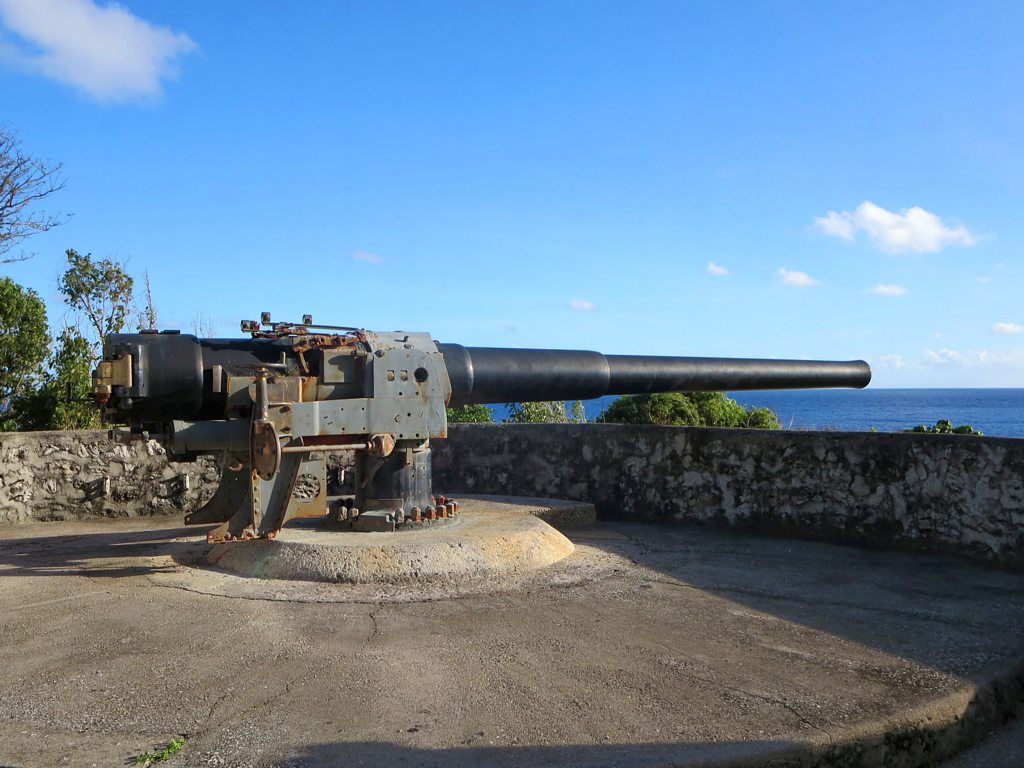
El cañón de seis pulgadas que jamás fue disparado.

Durante la madrugada del 31 de marzo de 1942, una docena de bombarderos japoneses lanzaron el ataque, destruyendo la estación de radio, que se encontraba en la oficina de correos. Los fragmentos de las bombas caídas todavía podían ser visualizadas en los años 80 en la oficina de correos Padang. Debido al motín, el cuerpo expedicionario japonés fue capaz de desembarcar en Flying Fish Cove sin oposición.
A las 09:49 de la misma mañana, el submarino americano USS Seawolf disparó cuatro torpedos al Naka; todos fallados. El Seawolf atacó de nuevo a las 06:50 de la mañana siguiente, disparando tres torpedos al Natori, fallados de nuevo. Esa tarde, con dos torpedos restantes, de 1.000 m, el Seawolf logró alcanzar al Naka en su lado de estribor, cerca de su caldera N.º 1. El daño fue tan severo que el Naka tuvo que ser remolcado de vuelta a Singapur por el Natori, y finalmente fue obligado a regresar a Japón para ser expuesto a un año de reparaciones. Después del ataque, los demás buques japoneses siguieron al submarino americano durante más de nueve horas, pero no consiguieron detenerlo.
El Natori regresó a la Isla de Navidad y reagrupó a todos los hombres de la fuerza de ocupación, con excepción de un destacamento de guarnición de 20 hombres, y se dirigió a la Bahía de Banten, Indonesia el 3 de abril de 1942. Los japoneses obtuvieron ciertas rocas de fosfato, que fueron cargada en los buques de transporte.

## Consecuencias
Después de la guerra, siete rebeldes punjabíes fueron rastreados y sometidos a juicio en el tribunal de Singapur. Los primeros seis que fueron identificados y juzgados fueron declarados culpables el 13 de marzo de 1947. Cinco fueron sentenciados a muerte y uno fue condenado a dos años de prisión con ignominia. El rey Jorge VI confirmó las condenas a muerte el 13 de agosto de 1947. Sin embargo, el gobierno británico en la India fue desmantelado poco después, con la independencia de la India y Pakistán antes de que pudieran llevarse a cabo las ejecuciones, teniéndose aún en cuenta las cuestiones diplomáticas. En octubre de 1947, un séptimo amotinado fue identificado. También fue juzgado y condenado a muerte. Un octavo soldado fue identificado como participante en el motín, pero nunca fue capturado. El 8 de diciembre de 1947, las penas de muerte fueron conmutadas a cadena perpetua después de que los gobiernos de la India y de Pakistán rehicieron sus leyes. Después de otras discusiones entre Gran Bretaña y Pakistán, sobre el lugar donde las sentencias deben cumplirse, los seis prisioneros fueron trasladados a Pakistán en junio de 1955, después de que el gobierno británico perdiera su interés en el caso.